# Joyabaj
Joyabaj är en kommunhuvudort i Guatemala.   Den ligger i departementet Departamento del Quiché, i den centrala delen av landet, 50 km nordväst om huvudstaden Guatemala City. Joyabaj ligger 1 432 meter över havet och antalet invånare är 13 164.
Terrängen runt Joyabaj är huvudsakligen kuperad, men åt nordväst är den bergig. Terrängen runt Joyabaj sluttar söderut. Runt Joyabaj är det tätbefolkat, med 276 invånare per kvadratkilometer. Joyabaj är det största samhället i trakten. I omgivningarna runt Joyabaj växer huvudsakligen savannskog.